# Universität Saitama

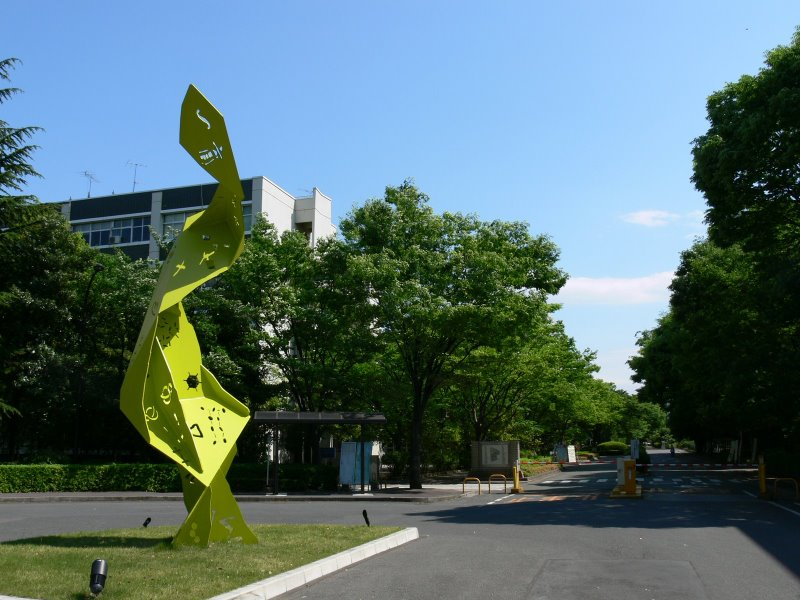
Universität Saitama

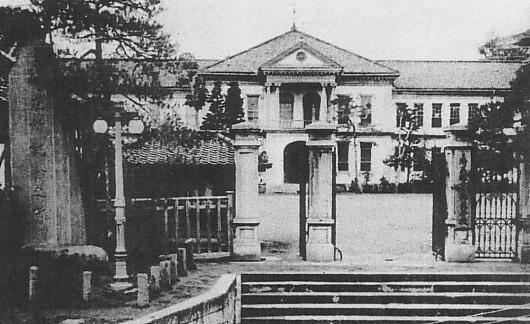
Hōshōkaku, das ehemalige Hauptgebäude der präfekturalen Normalschule

Die Universität Saitama (jap. 埼玉大学, Saitama daigaku, kurz: Saidai (埼大)) ist eine staatliche Universität in Japan. Der Hauptcampus liegt in Sakura-ku, Saitama in der Präfektur Saitama.

## Geschichte
Die Universität wurde 1949 durch den Zusammenschluss der folgenden staatlichen Schulen gegründet:
- die Oberschule Urawa (浦和高等学校, Urawa kōtō gakkō, gegründet 1921),
- die Normalschule Saitama (埼玉師範学校, Saitama shihan gakkō, gegründet 1873), und
- die Jugend-Normalschule Saitama (埼玉青年師範学校, Saitama seinen shihan gakkō, gegründet 1922).

Die Oberschule Urawa war einer der Vorbereitungskurse für die Kaiserlichen Universitäten, also nach dem Pazifikkrieg wollte sie die Zusammenlegung zur Universität Tokio; sie wurde aber die Vorgängerin der Fakultät für Geistes- und Naturwissenschaften an der Universität Saitama.
Die Normalschule Saitama war die älteste Vorgängerin der Universität. Sie wurde 1873 als präfekturale Lehrerausbildungsschule gegründet und 1901 in zwei Schulen (für Jungen und Mädchen) geteilt. Die zwei wurden 1943 zur staatlichen Normalschule zusammengelegt. Die präfekturale Normalschule für Jungen war die Einführerin von Fußball in die Präfektur Saitama, also ist ihr ehemaliges Hauptgebäude (das Hōshōkaku (鳳翔閣), gebaut 1878, entfernt 1959) ein Motiv im Logo der Urawa Red Diamonds.
Die Universität wurde mit zwei Fakultäten eröffnet: Geistes- und Naturwissenschaften, und Pädagogik. 1964 wurde der heutige Campus neu eröffnet, und die Fakultäten zogen in den Campus um. Die Fakultät für Geistes- und Naturwissenschaften entwickelte sich zu den vier Fakultäten: Liberal Arts (1965), Wirtschaftswissenschaften (1965), Naturwissenschaften (1976), und Ingenieurwissenschaften (1976).

## Fakultäten
- Fakultät für Liberal Arts
- Fakultät für Pädagogik
- Fakultät für Wirtschaftswissenschaften
- Fakultät für Naturwissenschaften
- Fakultät für Ingenieurwissenschaften